# Hakaria simonyi
Hakaria simonyi är en ödleart som beskrevs av  Franz Steindachner 1899. Hakaria simonyi ingår i släktet Hakaria och familjen skinkar. IUCN kategoriserar arten globalt som nära hotad. Inga underarter finns listade i Catalogue of Life.
Denna art är endemisk på Sokotraön i Arabiska havet; Indiska oceanen vid Afrikas horn utanför Jemen. Hakaria simonyi vistas i områden med några växter som gräs, buskar eller träd.